# Hollywood, England
Hollywood är en by i civil parish Wythall, i distriktet Bromsgrove, i grevskapet Worcestershire, i England. Byn är belägen 10 km från Birmingham. Byn hade 6 940 invånare år 2021.